# Espionnage ou la Guerre sans armes
Pour plus de détails, voir Fiche technique et Distribution.
Espionnage ou la Guerre sans armes  est un film d'espionnage français réalisé par Jean Choux, sorti en 1929.

## Fiche technique
- Titre : Espionnage ou la Guerre sans armes
- Réalisation : Jean Choux
- Scénario : Jean Choux
- Photographie : Ganzli Waler
- Décors : Gaston David
- Production : Isis Films
- Pays d'origine :  France
- Durée : 96 minutes
- Date de sortie : France, 26 avril 1929

## Distribution
- Lilian Constantini : Geneviève de Vendeville
- Marie-France : Maria Vandamme
- Thérèse Reignier : Mme Estienne
- Jean Choux : l'officier allemand
- Jean Dalbe : Charles
- Edmée Colson : la contre-espionne
- Fritz Karr : le prince Galitzine
- Yvette Dubost

## À propos du film
Le scénario de Jean Choux est l'histoire romancée de Louise de Bettignies, héroïne de la Première Guerre mondiale.
Marie France est le premier pseudonyme de la fille de Thérèse Reignier, épouse du réalisateur Jean Choux. Mais craignant d'être confondue ou associée à l'actrice Claude France qui s'est suicidée au début de 1928, elle choisit le pseudonyme Véra Sherbane .